# 11. březen
11. březen je 70. den roku podle gregoriánského kalendáře (71. v přestupném roce). Do konce roku zbývá 295 dní. Svátek má Anděla.

## Události

### Česko
- 1500 – Český sněm přijal tzv. Vladislavské zřízení zemské, první obdobu české ústavy.
- 1509 – Syn krále Vladislava Jagellonského Ludvík byl korunován českým králem.
- 1827 – Byla obnovena univerzita v Olomouci pod názvem Františkova.
- 1848 – Revoluce v českých zemích 1848, začala petičním shromážděním 11. 3. 1848 ve Svatováclavských lázních v Praze, které schválilo petici císaři požadující zrovnoprávnění češtiny s němčinou, zrušení poddanství, svobodu tisku, shromažďování, náboženského vyznání aj.
- 1913 – Brněnský dopravní podnik dnes změnil označení tramvajových linek. Doposud jezdily v Brně linky rozlišené barvou: trasa bílá, zelená, červená, žlutá a modrá. Nyní jsou tratě označeny čísly.
- 1956 – Československá televize začala vysílat pořad Sportovní vteřiny (pozdější název Branky, body, sekundy dnes Branky, body, vteřiny)
- 2020 – Vláda České republiky uzavřela všechny základní, střední, vyšší odborné a vysoké školy z důvodu pandemie covidu-19.

### Svět
- 0843 – Uctívání ikon se oficiálně vrátilo do chrámu Hagia Sofia v Konstantinopoli.
- 1641 – Vítězství indiánských milicí jezuitských redukcí nad portugalskými otrokáři v bitvě na řece Mbororé (dnešní Argentina) znamenalo konec otrokářských nájezdů na redukce.
- 1829 byl znovuobjeven skladatel Johann Sebastian Bach díky  Mendelssohnově pojetí Matějových pašijí předvedených v Berlíně.
- 1879 – Japonsko anektovalo stát Rjúkjú v Tichém oceánu.
- 1891 – Byl poprvé spuštěn na moře britský chráněný křižník HMS Hawke.
- 1990
  - Litva jako první ze sovětských republik vyhlásila nezávislost.
  - Chilským prezidentem se stal demokraticky zvolený křesťanský demokrat Patricio Aylwin. V úřadu prezidenta vystřídal dosavadního diktátora, generála Augusta Pinocheta.
- 2004 – Při deseti výbuších ve čtyřech předměstských vlacích v Madridu zahynulo 191 lidí.
- 2011 – V Japonsku si silné zemětřesení a následná tsunami vyžádaly nejméně 15 500 mrtvých. Tsunami způsobila havárii jaderné elektrárny Fukušima, která byla později na mezinárodní stupnici jaderných událostí označena nejvyšším stupněm.

## Narození

### Česko

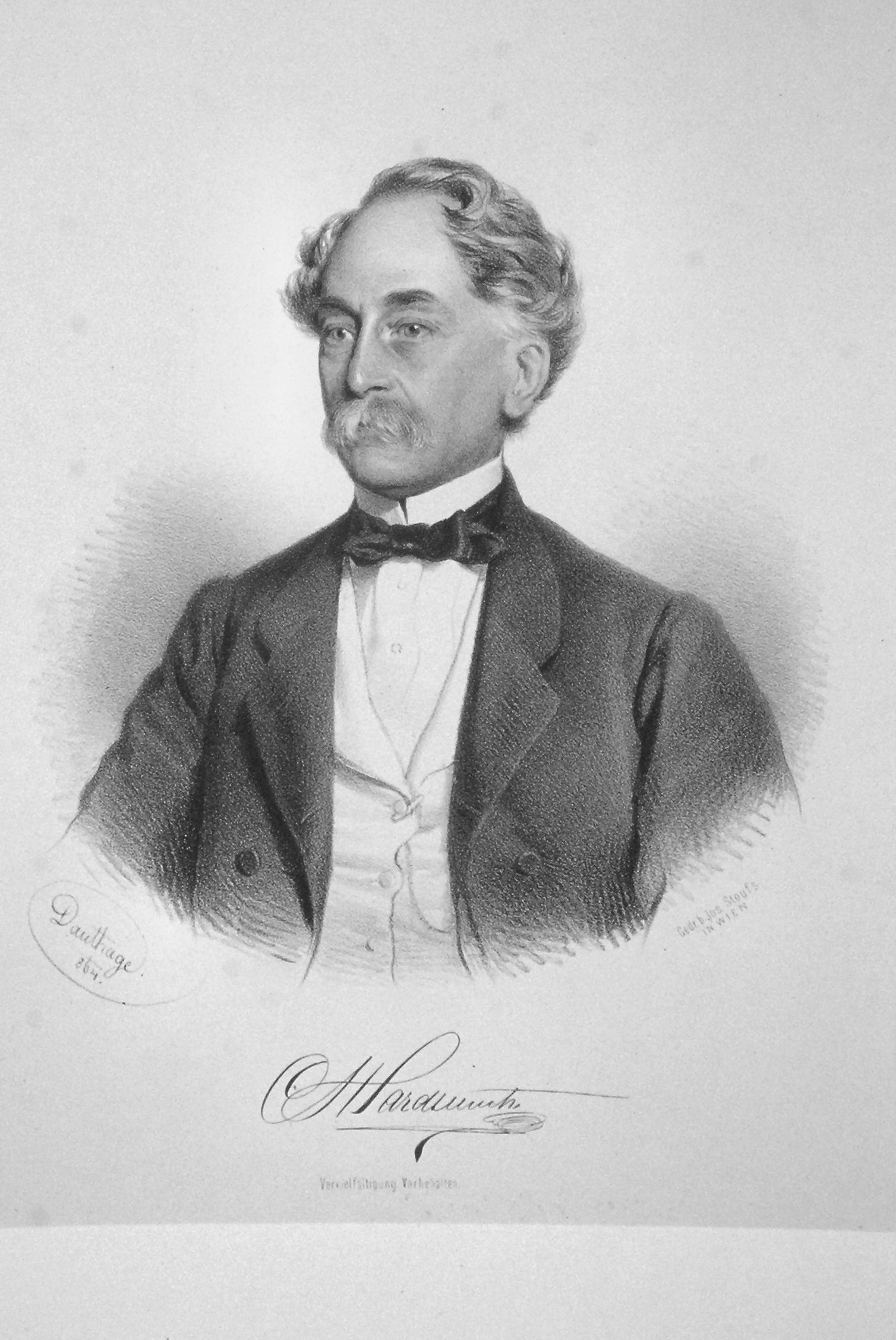
Carl Hardmuth (* 1804)

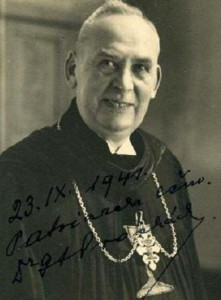
G.A.Procházka (* 1872)

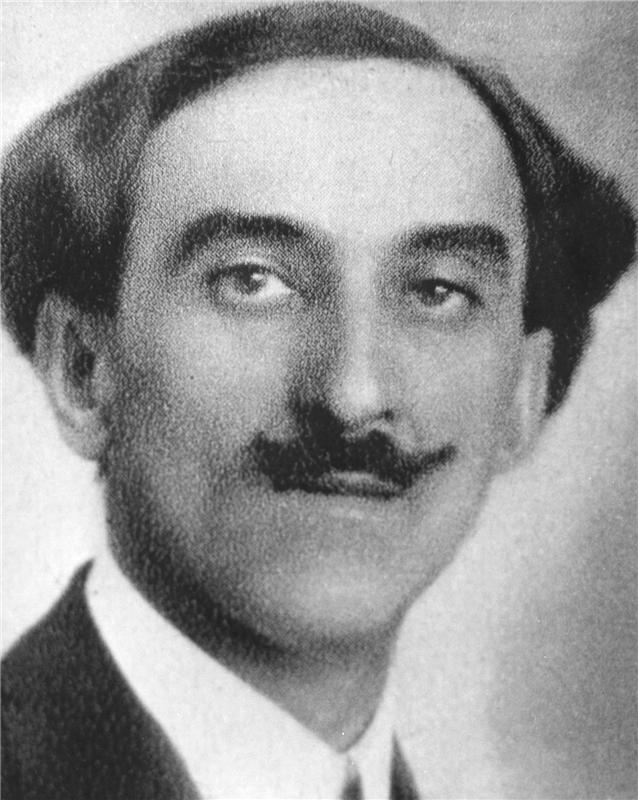
A. Podaševský (* 1884)

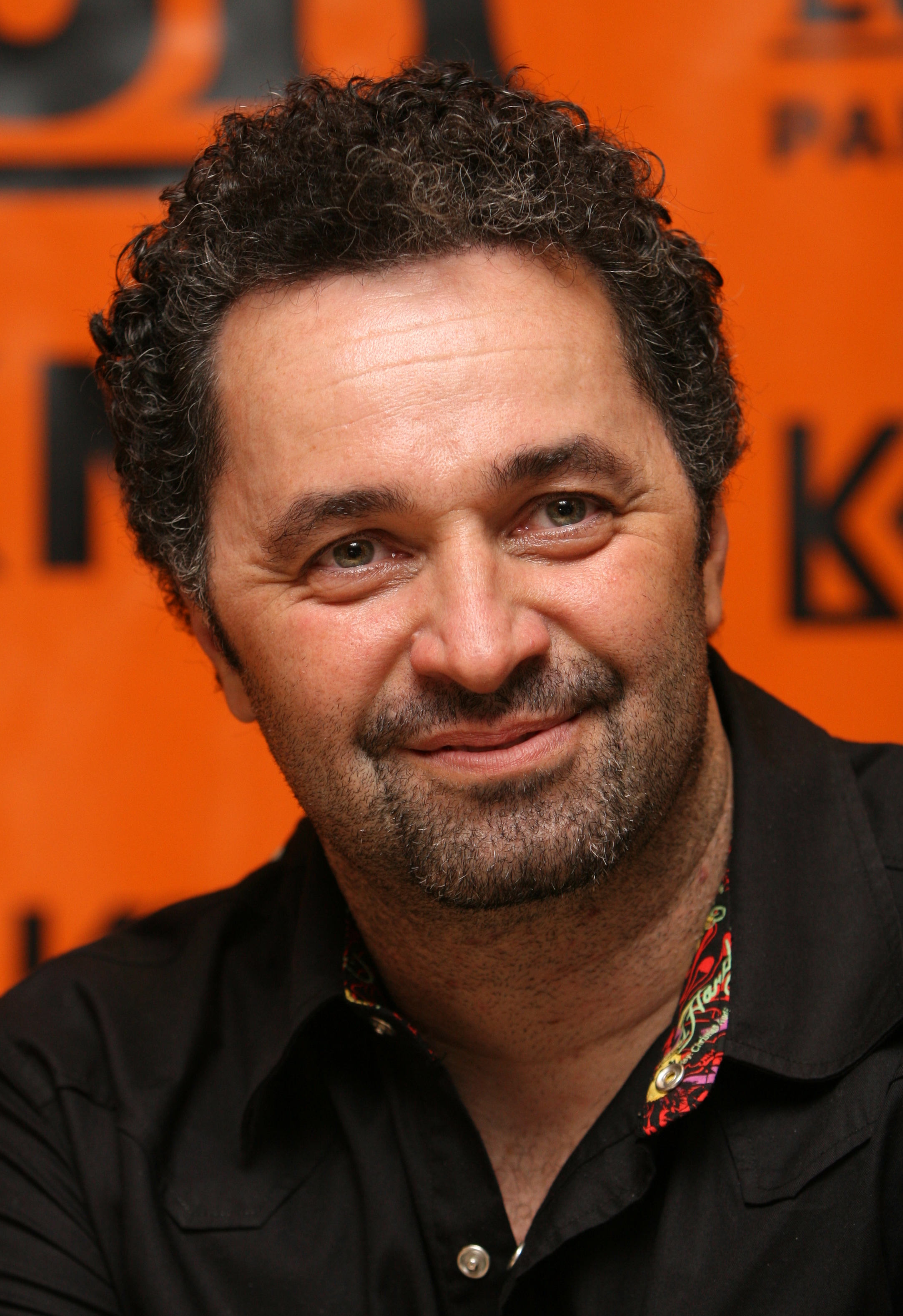
Martin Dejdar (* 1965)

- 1635 – Jiří Holík (sadař), pobělohorský exulant, protestantský kněz a sadař
- 1781 – Antonín Filip Heinrich, český hudební skladatel († 3. května 1861)
- 1804 – Carl Hardtmuth, český podnikatel a politik německé národnosti († 19. září 1881)
- 1813 – Josef Dionys Halbmayr, rakouský a český politik německé národnosti († 2. října 1879)
- 1814 – Karel Tomíček, český advokát a politik († 15. dubna 1903)
- 1817 – Josef Niklas, český architekt († 10. října 1877)
- 1828
  - Alois Krása, český novinář a politik († 12. března 1900)
  - Gustav Adolf Lindner, český pedagog († 1877)
  - Jakub Škarda, český právník a politik († 31. prosince 1894)
- 1838 – Alois Bulíř, český architekt a stavitel († 8. října 1899)
- 1854 – Karel Hostaš, český právník, archeolog a politik († 22. června 1934)
- 1855 – Josef Přibík, hudební skladatel a dirigent († 20. října 1937)
- 1857 – Adolf Liebscher, český malíř-figuralista († 1919)
- 1862 – Josef Konstantin Beer, malíř, restaurátor a sběratel umění († 27. února 1933)
- 1875 – Adolf Pohl, československý politik německé národnosti († 30. dubna 1933)
- 1872 – Gustav Adolf Procházka, patriarcha Církve československé husitské († 9. února 1942)
- 1878 – Stanislav Hanzlík, meteorolog († 8. října 1956)
- 1880 – Josef Peter, československý politik († ?)
- 1881 – Ladislav Zelenka, violoncellista a hudební pedagog († 2. července 1957)
- 1882 – Romuald Rudolf Perlík, archivář na Strahově a historik církevní hudby († 26. května 1947)
- 1884 – Alexandr Podaševský, český dirigent a skladatel ruského původu († 28. června 1955)
- 1894 – Vilém Balarin, malíř († 1. října 1978)
- 1898 – Jan Antonín Baťa, podnikatel a národohospodář († 23. srpna 1965)
- 1902 – Zdeněk Otava, operní pěvec († 4. prosince 1980)
- 1906 – Josef Krčil, malíř († 9. prosince 1985)
- 1911 – Jiří Faltus, umělecký knihař († 2. listopadu 1993)
- 1912 – Matylda Pálfyová, sportovní gymnastka, stříbrná medaile na LOH 1936 († 23. září 1944)
- 1927
  - Milan Sandhaus, český herec a ligový fotbalista
  - Josef Tesař, volejbalista († 29. června 2007)
- 1928
  - Ivo Hána, klinický imunolog a alergolog († 4. prosince 2017)
  - Jiřina Prokšová, herečka († 12. ledna 2014)
- 1929 – Zdeněk Horský, astronom a historik († 8. května 1988)
- 1947
  - Viktor Dobal, český chemik a politik († 7. února 2008)
  - Jiří Brožek, filmový střihač
- 1951 – Miroslava Skleničková, sportovní gymnastka, držitelka stříbrné medaile v soutěži družstev žen z LOH 1968
- 1957 – Pavel Pavel, technik a experimentální archeolog
- 1965 – Martin Dejdar, herec, televizní moderátor a filmový producent
- 1971
  - Martin Ručinský, lední hokejista
  - Jiří Vykoukal, český hokejista a trenér
- 1976
  - Vítězslav Maštalíř, současný český klavírista, varhaník a hudební skladatel
  - Radek Baborák, český hornista
- 1983 – Lukáš Krajíček, lední hokejista
- 1986 – Lucie Smatanová, česká modelka

### Svět

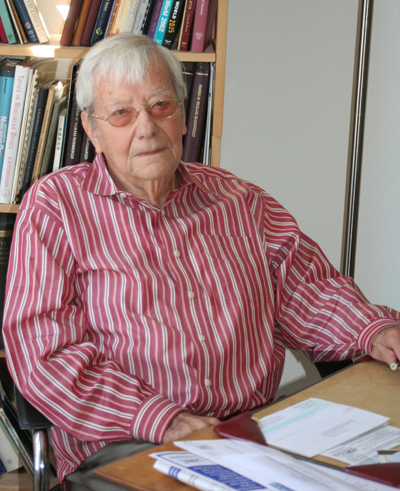
Nicolaas Bloembergen (* 1920)

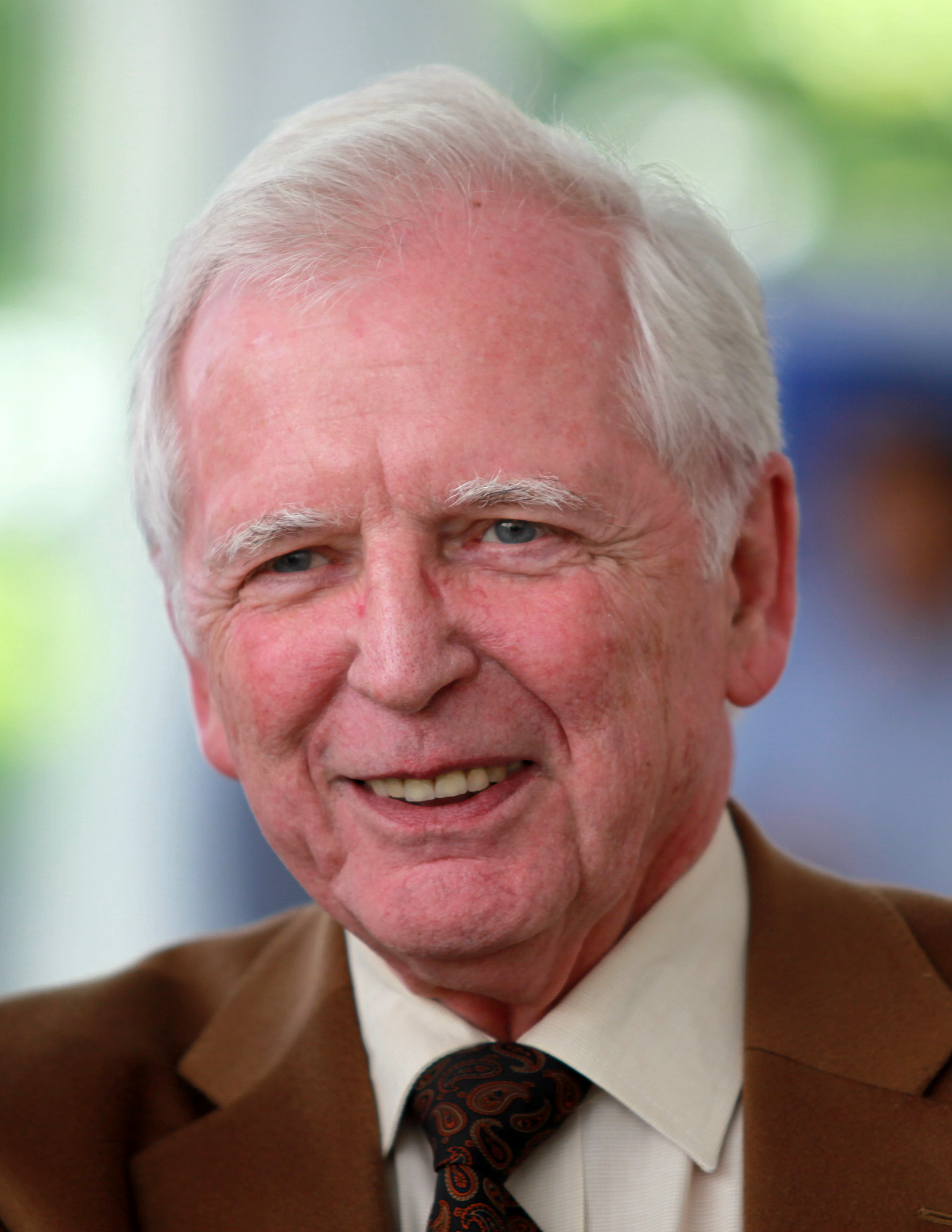
Harald zur Hausen (* 1936)

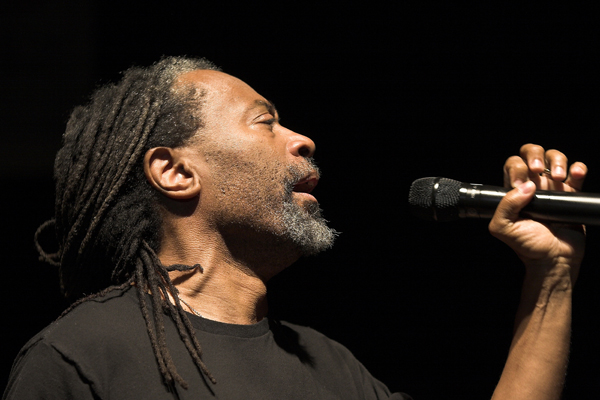
Bobby McFerrin (* 1950)

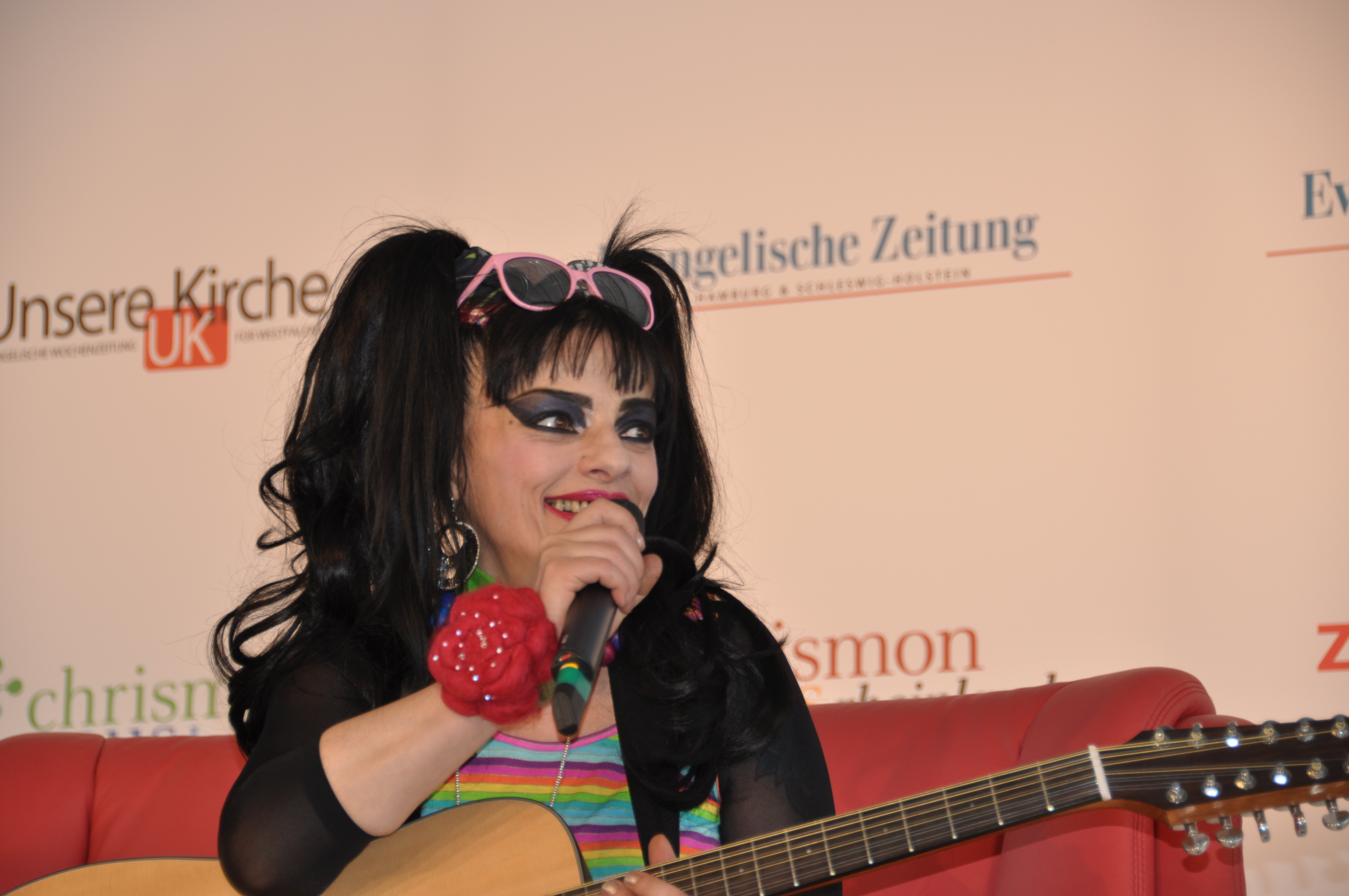
Nina Hagen (* 1955)

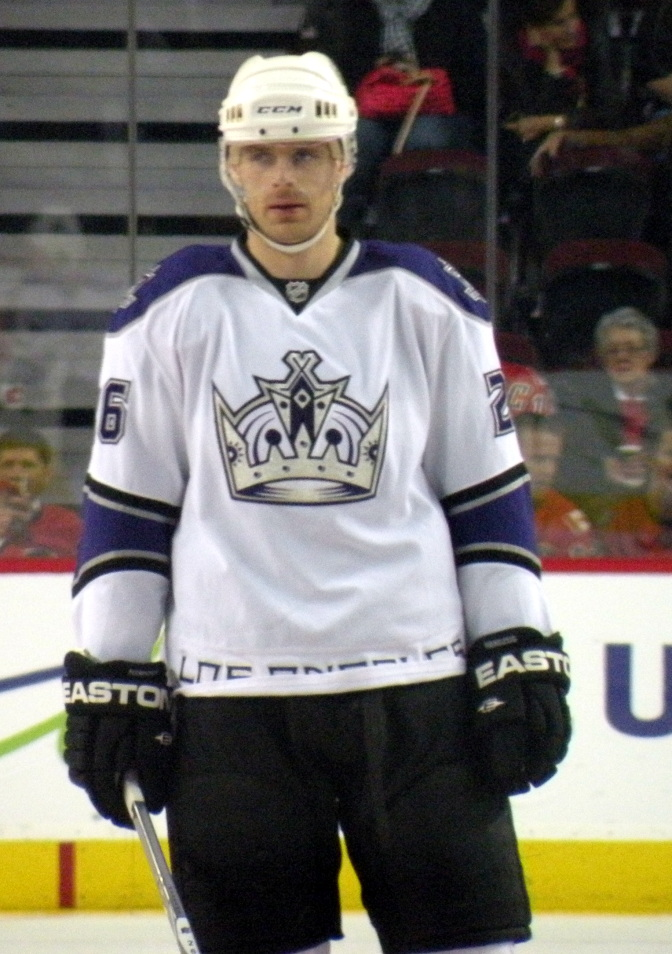
Michal Handzuš (* 1977)

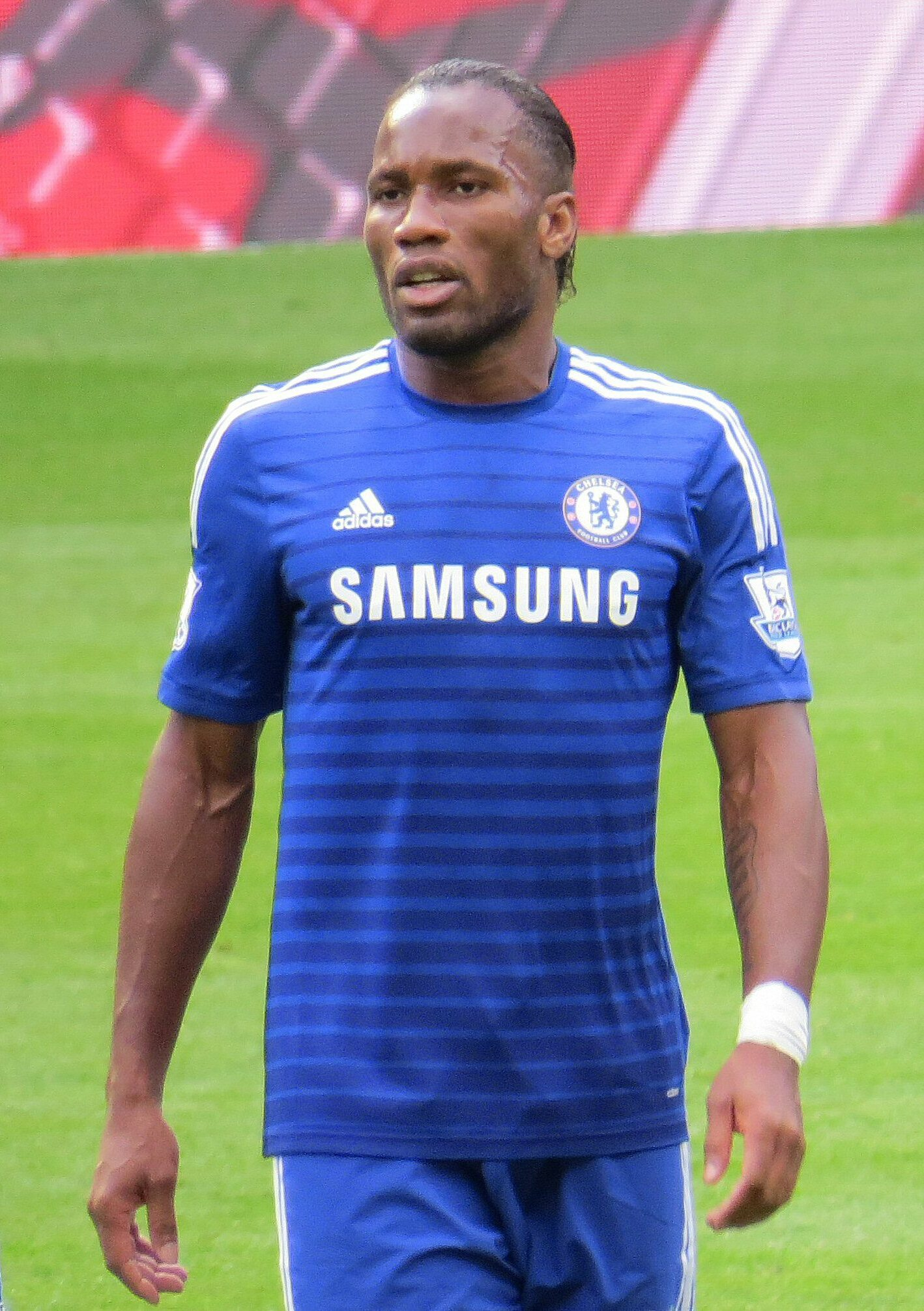
Didier Drogba (* 1978)

- 1544 – Torquato Tasso, italský básník († 25. dubna 1595)
- 1591 – Isabela Savojská, savojská princezna († 28. srpna 1626)
- 1605 – Şehzade Mehmed, osmanský princ a syn sultána Ahmeda I. († 12. ledna 1621)
- 1683 – Giovanni Veneziano, italský hudební skladatel a varhaník († 13. dubna 1742)
- 1727 – Andrew Planche, anglický klenotník a hrnčíř († 1805)
- 1730
  - Darja Saltyková, ruská šlechtična a sériová vražedkyně († 27. listopadu 1801)
  - Otto Friedrich Müller, dánský přírodovědec († 26. prosince 1784)
- 1739 – Sofronij Vračanský, bulharský pravoslavný mnich a spisovatel († 23. září 1813)
- 1754 – Juan Meléndez Valdés, španělský básník († 24. května 1817)
- 1811 – Urbain Le Verrier, francouzský matematik († 23. září 1877)
- 1814 – Ludvík z Casorie, italský římskokatolický kněz, svatý († 30. března 1885)
- 1818
  - Marius Petipa, francouzský tanečník a choreograf († 14. července 1910)
  - Antonio Bazzini, italský houslista a skladatel († 10. února 1897)
- 1822
  - Januárie Marie Brazilská, brazilská princezna a portugalská infantka († 13. března 1901)
  - Joseph Bertrand, francouzský matematik († 5. dubna 1900)
- 1863 – Paul Kuh-Chrobak, poslední ministr financí Rakouska-Uherska († 7. ledna 1931)
- 1874 – Charles W. Gilmore, americký paleontolog († 27. září 1945)
- 1875 – Adriaan Boer, nizozemský fotograf († 24. dubna 1940)
- 1877 – Maurice Halbwachs, francouzský filozof a sociolog († 16. března 1945)
- 1884 – Alexandr Podaševský, český dirigent a skladatel ruského původu († 28. června 1955)
- 1886 – Edward Śmigły-Rydz, polský generál, politik a umělec († 2. prosince 1941)
- 1890 – Vannevar Bush, americký profesor elektronického inženýrství († 30. června 1974)
- 1891 – Michael Polanyi, maďarsko-britský filozof a chemik († 22. února 1976)
- 1899
  - Frederik IX., dánský král († 14. ledna 1972)
  - Allan Woodman, kanadský hokejista, zlato na ZOH 1920 († 17. března 1963)
- 1901 – Josef Martin Bauer, německý spisovatel († 15. března 1970)
- 1906 – Zino Davidoff, švýcarský obchodník s tabákem († 14. ledna 1994)
- 1907
  - Cornelius Castoriadis, řecko-francouzský levicový intelektuál († 26. prosince 1997)
  - Helmuth James von Moltke, německý právník a odpůrce nacistického režimu († 23. ledna 1945)
- 1912 – Paul Janes, německý fotbalista († 12. června 1987)
- 1915 – Joseph Carl Robnett Licklider, americký informační vědec († 26. června 1990)
- 1916 – Harold Wilson, premiér Spojeného království († 24. května 1995)
- 1918 – Louise Broughová, americká tenistka († 3. února 2014)
- 1919 – Mercer Ellington, americký trumpetista a hudební skladatel († 8. února 1996)
- 1920 – Nicolaas Bloembergen, americký fyzik, Nobelova cena za fyziku 1981 († )
- 1921 – Ástor Piazzolla, argentinský hudební skladatel a hráč na bandoneon († 4. července 1992)
- 1924 – Jozef Tomko, slovenský kardinál, bývalý prefekt Kongregace pro evangelizaci národů
- 1930 – Jurij Krylov, sovětský hokejový reprezentant († 4. listopadu 1979)
- 1931 – Rupert Murdoch, australský mediální magnát
- 1936 – Harald zur Hausen, německý vědec, držitel Nobelovy ceny
- 1938 – Viktor Konovalenko, sovětský hokejový brankář († 20. února 1996)
- 1939 – Orlando Beltran Quevedo, filipínský kardinál
- 1942 – Suzanne Cory, australská molekulární bioložka
- 1945
  - Pirri , španělský fotbalista
  - Harvey Mandel, americký kytarista
- 1946 – Mark Metcalf, americký herec
- 1947 – Blue Weaver, britský hráč na klávesy, skladatel
- 1948
  - George Kooymans, nizozemský kytarista († 23. července 2025)
  - Jan Schelhaas, britský hudebník
- 1950
  - Bobby McFerrin, americký jazzový zpěvák, skladatel a dirigent
  - Jerry Zucker, americký filmový režisér a scenárista
- 1951 – Katie Kissoon, britská zpěvačka
- 1952
  - Ricardo Martinelli, prezident republiky Panama
  - Douglas Adams, anglický spisovatel, dramatik († 11. května 2001)
- 1953
  - Jürgen Kurths, německý fyzik a matematik
  - Bernie LaBarge, kanadský kytarista, zpěvák, skladatel a textař
- 1955 – Nina Hagen, německá punková zpěvačka a herečka
- 1956 – Curtis Lee Brown, americký kosmonaut
- 1958 – Deana Horváthová, slovenská herečka
- 1964 – Raimo Helminen, finský lední hokejista
- 1965 – Erzsébet Kocsisová, maďarská házenkářka
- 1971 – Johnny Knoxville, americký herec a komik
- 1975 – Buvajsar Sajtijev, ruský zápasník – volnostylař († 2. března 2025)
- 1978 – Didier Drogba, fotbalista Pobřeží slonoviny
- 1981 – LeToya Luckett, americká zpěvačka, podnikatelka a členka skupiny Destiny's Child
- 1984 – Tina, slovenská zpěvačka
- 1986 – Dario Cologna, švýcarský reprezentant v běhu na lyžích
- 1994 – Handré Pollard, jihoafrický ragbista

## Úmrtí

### Česko
- 1888

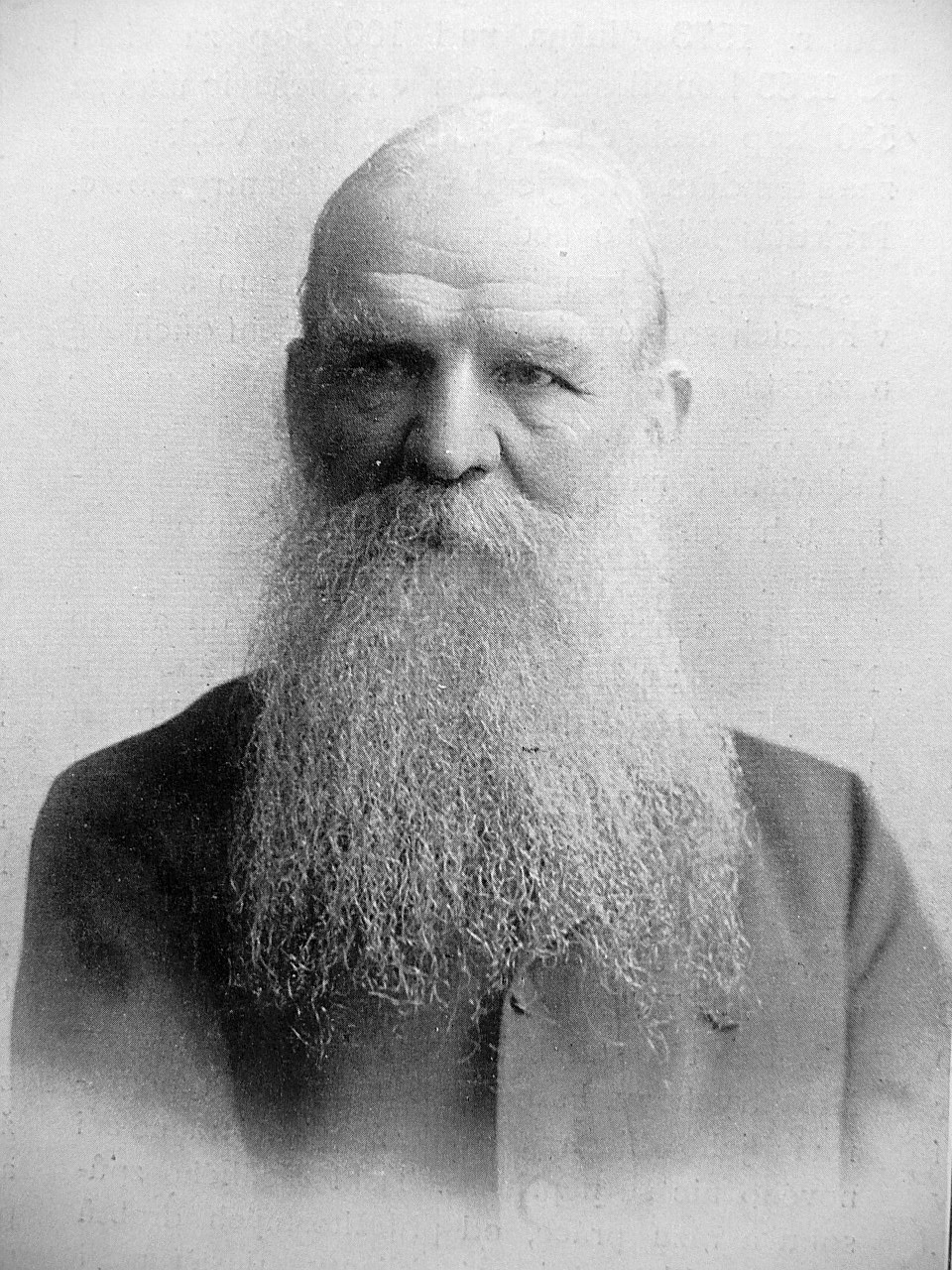
Josef Hlávka († 1908)

  - Josef Bojislav Pichl, lékař, novinář, spisovatel (* 22. srpna 1813)
  - Karel Kilcher, lékař-bakteriolog (* 5. února 1862)
- 1903 – Adolf Pštros, český herec (* 18. prosince 1851)
- 1908 – Josef Hlávka, architekt a mecenáš (* 15. února 1831)
- 1917 – Václav Nedoma, český novinář (* 28. září 1836)
- 1952 – Jan Foltys, československý mezinárodní šachový mistr (* 13. října 1908)
- 1957 – Karel V. Rypáček, český novinář a překladatel (* 9. ledna 1885)
- 1959 – Jan Lauda, český sochař (* 4. dubna 1898)
- 1974
  - Václav Sivko, malíř, grafik, ilustrátor a scénograf (* 29. června 1923)
  - Zdeněk Mysliveček, český neurolog a psychiatr (* 13. září 1881)
- 1981
  - Josef Filgas, rozhlasový reportér, fejetonista a spisovatel (* 16. října 1908)
  - Felix Zrno, sbormistr, hudební skladatel a pedagog (* 2. října 1890)
- 1984 – Libuše Paserová, česká operní pěvkyně (* 8. dubna 1900)
- 1999 – Jiří Reichl, český režisér a scenárista (* 13. dubna 1940)
- 2004 – Jiří Svoboda, skladatel filmové hudby (* 13. září 1945)
- 2006 – Bohuslav Kučera, čs. ministr spravedlnosti (* 26. března 1923)
- 2009 – Pavel Verner, český novinář, spisovatel a dramatik (* 19. května 1947)
- 2014 – Vladislav David, profesor mezinárodního práva (* 12. srpna 1927)

### Svět

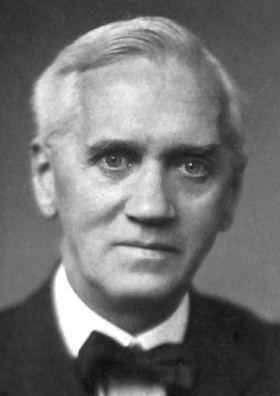
Alexander Fleming († 1955)

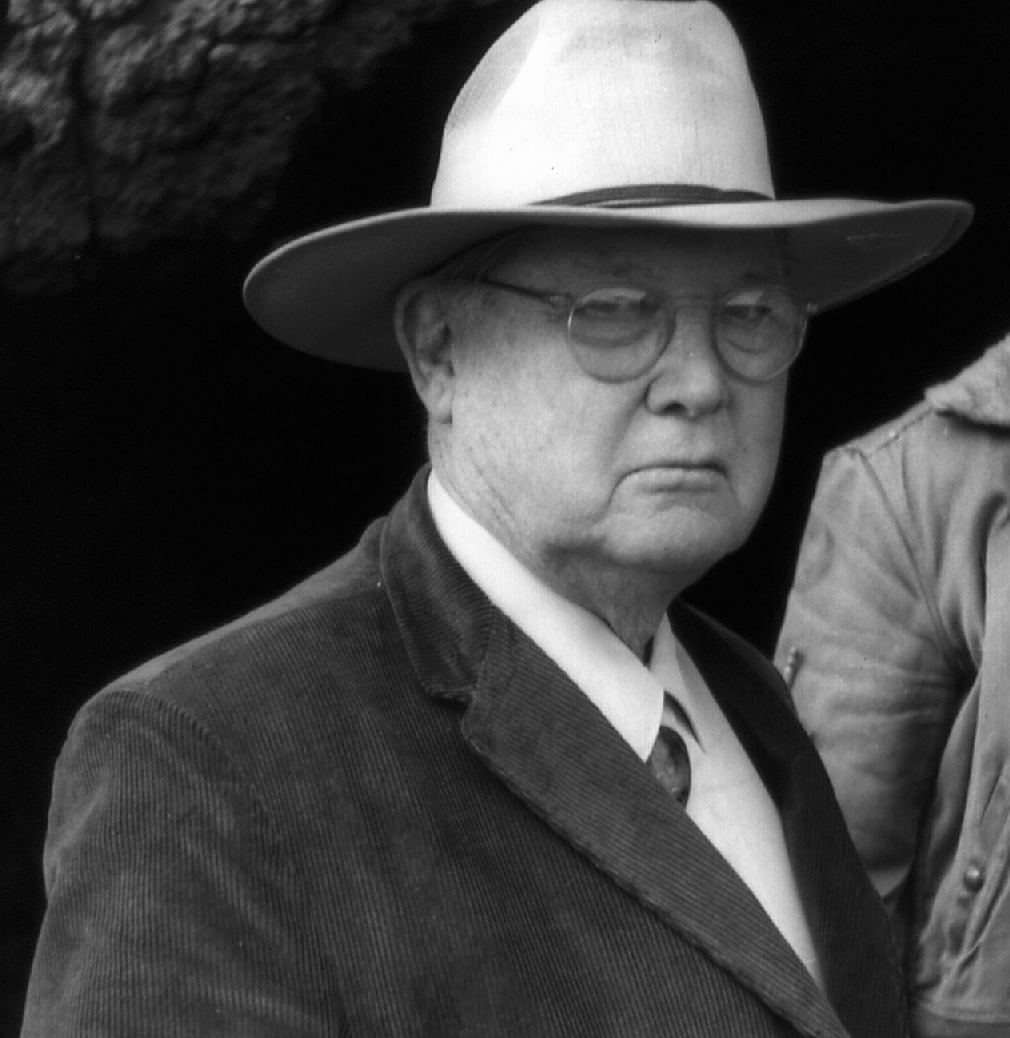
Erle Stanley Gardner († 1970)

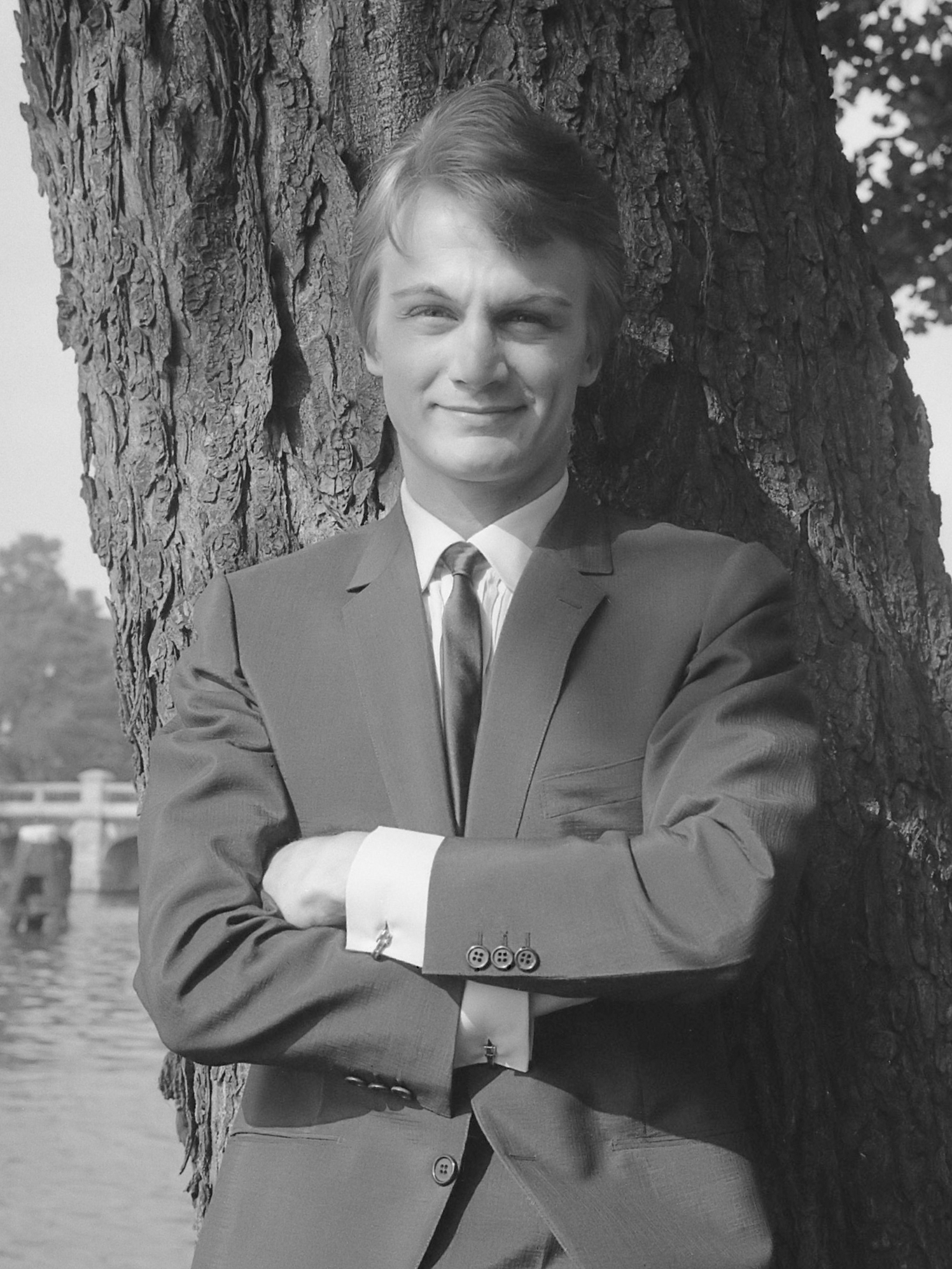
Claude François († 1978)

- 0222 – Marcus Aurelius Antonius Heliogabalus, římský císař (* asi 203)
- 1272 – Enzio Sardinský, král Korsiky a Sardinie z dynastie Štaufů (* cca 1220)
- 1722 – John Toland, irský filozof a satirik (* 30. listopadu 1670)
- 1768 – Giovanni Battista Vaccarini, italský architekt (* 3. února 1702)
- 1803 – Şah Sultan, osmanská princezna a dcera sultána Mustafy III. (* 20. dubna 1761)
- 1807 – Anton Eberl, rakouský hudební skladatel a klavírista (* 13. června 1765)
- 1820 – Benjamin West, americký malíř (* 10. října 1738)
- 1849 – Marie Kristýna Neapolsko-Sicilská, neapolsko-sicilská princezna a sardinská královna jako manželka Karla Felixe (* 17. ledna 1779)
- 1853 – Karl von Hohenzollern-Sigmaringen, kníže (* 20. února 1785)
- 1869 – Vladimir Fjodorovič Odojevskij, ruský spisovatel a vědec (* 13. srpna 1803)
- 1886 – Franz Antoine, rakouský botanik a fotograf (* 23. února 1815)
- 1888 – Friedrich Wilhelm Raiffeisen, propagátor rolnických úvěrových družstev v Bavorsku (* 30. března 1818)
- 1889 – Karl Deschmann, slovinský muzejník a politik (* 3. ledna 1821)
- 1897 – Daniel Sanders, německý lexikograf a jazykovědec (* 12. listopadu 1819)
- 1907 – Jean Casimir-Perier, prezident Francouzské republiky (* 8. listopadu 1847)
- 1908 – Edmondo De Amicis, italský spisovatel (* 21. října 1846)
- 1915 – Ankó Itosu, tvůrce moderního karate (* ? 1831)
- 1924 – Helge von Koch, švédský matematik (* 25. ledna 1879)
- 1930 – Silvio Gesell, německý ekonomický teoretik (* 17. března 1862)
- 1931 – Friedrich Wilhelm Murnau, filmový režisér němé éry (* 28. prosince 1888)
- 1932
  - Hermann Gunkel, německý luteránský teolog (* 23. května 1862)
  - Dora de Houghton Carrington, britská malířka a designérka (* 29. března 1893)
- 1936 – David Beatty, admirál britského královského námořnictva (* 17. ledna 1871)
- 1939 – Albert Boehringer, německý chemik a podnikatel (* 11. srpna 1861)
- 1944 – Hendrik Willem van Loon, americký novinář a spisovatel (* 14. ledna 1882)
- 1945 – Walter Hohmann, německý stavební inženýr a teoretik raketových letů (* 18. března 1880)
- 1947
  - Richard Schmidt, český, německy hovořící právník a spisovatel (* 22. července 1875)
  - Viktor Lustig, český profesionální podvodník (* 4. ledna 1890)
- 1955 – Alexander Fleming, skotský lékař, objevitel penicilinu (* 6. srpna 1881)
- 1957 – Richard Evelyn Byrd, americký polární badatel (* 25. října 1888)
- 1958 – Ingeborg Dánská, dánská princezna (* 2. srpna 1878)
- 1962 – Jozef Čársky, slovenský římskokatolický biskup (* 9. května 1886)
- 1969 – John Wyndham, britský spisovatel sci-fi (* 10. července 1903)
- 1976 – Gordon Dobson, britský fyzik (* 25. února 1889)
- 1978 – Claude François, francouzský zpěvák, hudební skladatel a tanečník (* 1. února 1939)
- 1980 – Michail Kaufman, ruský filmař a fotograf (* 4. září 1897)
- 1993 – Alina Centkiewiczowa, polská spisovatelka a cestovatelka (* 5. prosince 1907)
- 1997 – Hugh Lawson, americký klavírista (* 12. března 1935)
- 1998 – Jean Shileyová, americká olympijská vítězka ve skoku do výšky z roku 1932 (* 20. listopadu 1911)
- 2000 – Kazimierz Brandys, polský spisovatel a scenárista (* 27. října 1916)
- 2002
  - Franjo Kuharić, záhřebský arcibiskup, kardinál (* 15. dubna 1919)
  - James Tobin, americký ekonom, Nobelova cena za ekonomii 1981 (* 5. března 1918)
- 2006
  - Slobodan Milošević, srbský prezident (* 20. srpna 1941)
  - Bernie Geoffrion, kanadský profesionální hokejista (* 14. února 1931)
- 2007 – Georg Zundel, německý fyzikální chemik (* 17. května 1931)
- 2008 – Alun Hoddinott, velšský hudební skladatel (* 11. srpna 1929)
- 2013 – Florian Siwicki, polský generál a politik (* 10. ledna 1925)
- 2015 – Harri Pritchard Jones, velšský spisovatel, kritik a psychiatr (* 10. března 1933)

## Svátky

### Česko
- Anděla, Anděl, Andělín, Andělína, Angela, Angelika
- Sofronie
- Hérakles
- Rosina

### Svět
- Slovensko: Angela
- Evropský den mozku
- Mauricius: Maha Shivaratree
- USA: Johnny Appleseed Day
- Lesotho: Moshoeshoe Day
- Evropský den památky obětem terorismu
- Světový den instalatérů

### Liturgický kalendář
- Sv. Eulogius z Cordóby
- Pionius

| 11. březen v pražském KlementinuÚdaje jsou platné k 8. 7. 2025. | 11. březen v pražském KlementinuÚdaje jsou platné k 8. 7. 2025. | 11. březen v pražském KlementinuÚdaje jsou platné k 8. 7. 2025. |
| minimum                                                         | denní průměr                                                    | maximum                                                         |
| --------------------------------------------------------------- | --------------------------------------------------------------- | --------------------------------------------------------------- |
| −11,9 °C (1886)                                                 | 4,4 °C (od 1961)                                                | 18,0 °C (2018)                                                  |